# Крушковац (Госпић)
Крушковац је насељено мјесто у Лици. Припада граду Госпићу, у Личко-сењској жупанији, Република Хрватска.

## Географија
Налази се 22 км југоисточно од Госпића. У близини насеља пролази Личка пруга и државни пут D50, Грачац — Госпић.

## Историја
Крушковац се од распада Југославије до августа 1995. године налазио у Републици Српској Крајини.

## Становништво
Према попису из 1991. године, насеље Крушковац је имало 85 становника, међу којима је било 82 Срба, 2 Хрвата и 1 остали. Према попису становништва из 2001. године, Крушковац је имао свега 11 становника. Према попису становништва из 2011. године, насеље Крушковац је имало 20 становника.
| Националност       | 1991. | 1981. | 1971. | 1961. |
| Срби               | 82    | 110   | 138   | 180   |
| Југословени        |       | 8     |       |       |
| Хрвати             | 2     |       | 1     | 2     |
| остали и непознато | 1     | 2     | 1     |       |
| Укупно             | 85    | 120   | 140   | 182   |

| Демографија | Демографија | Демографија |
| Година      | Становника  | Становника  |
| ----------- | ----------- | ----------- |
| 1961.       | 182         |             |
| 1971.       | 140         |             |
| 1981.       | 120         |             |
| 1991.       | 85          |             |
| 2001.       | 11          |             |
| 2011.       |             | 20          |